# Helmut Sick
Heinrich Maximilian Friedrich Hellmuth Sick, más conocido como Helmut Sick (Leipzig, 10 de enero de 1910 — Río de Janeiro, 5 de marzo de 1991) fue un ornitólogo alemán, naturalizado brasileño.

## Juventud
A los 18 años de edad se afilió al Club de Ornitólogos de Sajonia (Verein Sächsischer Ornithologen). A los 21 anos ingresó en la Sociedad de Ornitólogos Alemanes (Deutsche Ornithologen-Gesellschaft), de la cual llegó a ser secretario a los 28 años. En 1933 ingresó a la Universidad de Berlín, donde fue alumno de Erwin Stresemann. En 1938 llegó a ser asistente del Departamento de Ornitología del Museo de Zoología de la Universidad de Berlín.

## Viaje al Brasil
En 1939, Stresemann propuso que Sick acompañase al Segundo Presidente del Deutsche Ornithologen-Gesellschaft, Adolf Schneider, en una expedición al Brasil, con la misión de recolectar material ornitológico y estudiar especies raras. Sick viajó y después, en vez de retornar a Alemania, decidió permanecer y trabajar en Brasil.
Durante la Segunda Guerra Mundial, después de que Brasil le declarase la guerra a Alemania en 1942, Sick vivió escondido en el estado de Espírito Santo, hasta que fue apresado y enviado a la Isla de las Flores y después a Ilha Grande, Río de Janeiro, donde permaneció hasta que fue liberado en 1945.
Entre 1946 y 1959, Helmut Sick trabajó en la Fundación Brasil Central (FBC), organización gubernamental creada en 1943 con la finalidad de explorar la región poco habitada del interior del Brasil central y el sur de la Amazonia. Se nacionalizó brasileño en 1952.

## Obras principales
En 1957 publicó el libro Tukaní, escrito originalmente en alemán y traducido al portugués, inglés, español y japonés, en el cual narra las expediciones a las regiones Centro-Oeste y Norte de Brasil. En 1960, se integró al Museo de la Quinta da Boa Vista, situado en Río de Janeiro, donde trabajó hasta 1981, cuando se jubiló siendo director de la sección de ornitología del museo.
La obra cumbre de su vida fue publicada en 1985: el libro Ornitología Brasileira, uma introdução, traducida al inglés.
Describió para la ciencia nuevas especies de aves: Cinclodes pabsti, Scytalopus novacapitalis, Lepidothrix vilasboasi y Merulaxis stresemanni.

## Honores

### Eponimia
Helmut Sick es homenajeado en el nombre científico de varias especies y subespecies:
- el ave tiluchí de Sick Terenura sicki;
- arácnidos e insectos de los géneros Chrysometa, Araneus, Achaearanea, Phacosemoides, Coccoderus, Tupigea, Chrysso, Faiditus, Cryptochaea, Bourletiella y varios otros con el epíteto sicki;
- el género de arácnidos Sickius.

## Abreviatura (zoología)
La abreviatura Sick  se emplea para indicar a Helmut Sick como autoridad en la descripción y taxonomía en zoología.